# Gustav Haarmann (Landrat)
Gustav Adolf Friedrich Wilhelm Haarmann (geboren am 25. Januar 1876 in Witten; gestorben am 23. November 1948 in Bonn) war ein preußischer Verwaltungsbeamter und Landrat in Gummersbach und Bonn.

## Leben

### Kindheit und Ausbildung
Gustav Haarmann war der Sohn des gleichnamigen Stadtverordneten und späteren Oberbürgermeister der Stadt Witten, Gustav Haarmann und der Julie Haarmann, geb. Schmieding. Nach dem Besuch des Realgymnasiums in seiner Heimatstadt und des Gymnasiums in Trarbach studierte er Rechtswissenschaften an den Universitäten in Würzburg, Berlin (Wintersemester 1895/96), Heidelberg (Sommersemester 1896) und Bonn (Immatrikulation 8. Mai 1897; Besuch einschließlich Wintersemester 1897/98). Mit Abschluss seiner Studien trat Haarmann zum 13. Juni 1898 als Gerichtsreferendar in den preußischen Verwaltungsdienst ein. Mit dem 19. Juni 1901 wechselte er als Regierungsreferendar in den Bereich des Innern. 

### Werdegang
Mit seiner Ernennung zum Regierungsassessor am 22. April 1904 (mit dem Dienstalter vom 30. April 1903) wurde Gustav Haarmann als Hilfsarbeiter bei dem Landratsamt in Deutsch-Krone in der Westpreußen eingesetzt. Zum 1. Oktober 1906 wechselte er an die Regierung Köln. Zunächst kommissarisch übernahm Haarmann dort ab dem 1. Januar 1911 die Verwaltung des Kreises Gummersbach, bevor ihm die Leitung mit Urkunde vom 25. Juli zum 1. August 1911 übertragen wurde. Bei der zum 1. Oktober 1932 in Kraft getretenen Vereinigung der Kreise Gummersbach und Waldbröl blieb er als erster Landrat des neugebildeten Oberbergischen Kreises im Amt. Von 1912 bis 1920 war er auch Abgeordneter im Provinziallandtag der Rheinprovinz. Nach der Machtübernahme durch die Nationalsozialisten trat er dann ab dem 20. April 1933 vertretungsweise die Leitung des Landratsamtes des Landkreises Bonn an, bevor ihm diese Stellung mit Erlass vom 26. April kommissarisch übertragen und er zum 1. September 1933 endgültig nach Bonn versetzt wurde. Entsprechend seinem Antrag vom 25. Oktober 1935, auf Versetzung in den Ruhestand, schied er zum 1. Februar 1936 aus dem Dienst. Gustav Haarmann war Mitglied der DVP.

## Familie
Der Protestant Gustav Haarmann heiratete am 14. Juni 1904 in Witten Luise Müllensiefen (geboren am 1. August 1881 in Witten; gestorben am 5. Oktober 1955 in Bonn), die Tochter des Fabrikbesitzers und Kommerzienrats Theodor Müllensiefen und seiner Frau Elise, geb. Eiffert.